# Supercor
Supercor es una cadena de supermercados perteneciente al grupo de empresas El Corte Inglés que opera en España y Portugal.
Supercor se diferencia de otras cadenas de supermercados en que suelen tener mayor superficie y mayor variedad de productos.
En ellos pueden encontrarse principalmente productos de alimentación, perfumería y droguería, aunque en función de su tamaño también pueden encontrarse productos de otras secciones como papelería, ropa, jardinería, fotografía, menaje, telefonía o agencia de viajes. En los supermercados de la cadena pueden adquirirse productos de marca El Corte Inglés, así como también se puede pagar con la tarjeta de compra de El Corte Inglés. A partir de marzo de 2020 también vende electrodomésticos y electrónica como consolas o teléfonos móviles en sus supermercados Supercor. 
Supermercados Supercor elevó su facturación agregada un 1,4%, hasta los 690,5 millones de euros el 2019. En 2020 Supercor alcanzó una cifra de negocio de 714,6 millones, un 3,6% más que 2019

## Localización geográfica

### España

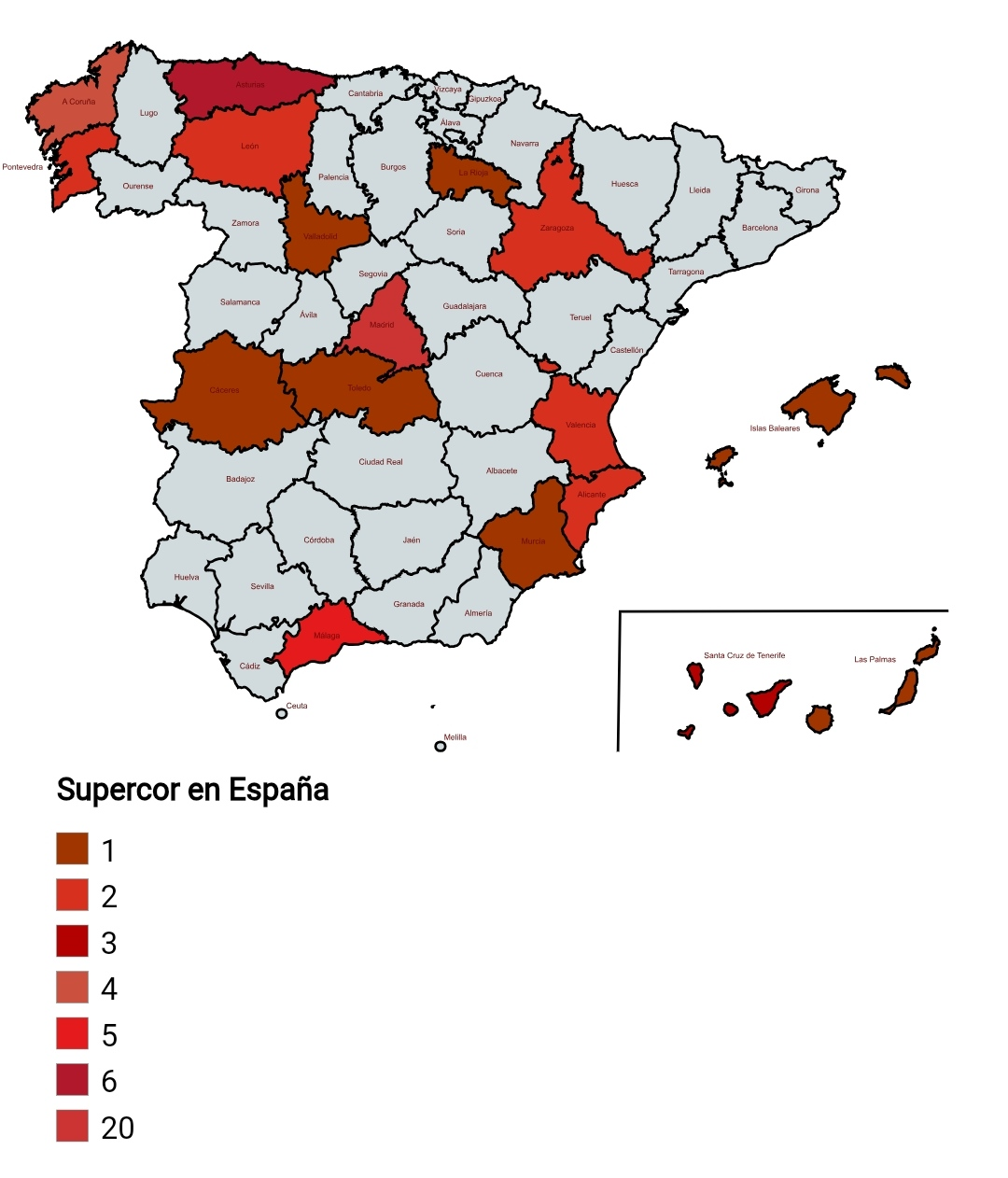
SuperCor en España

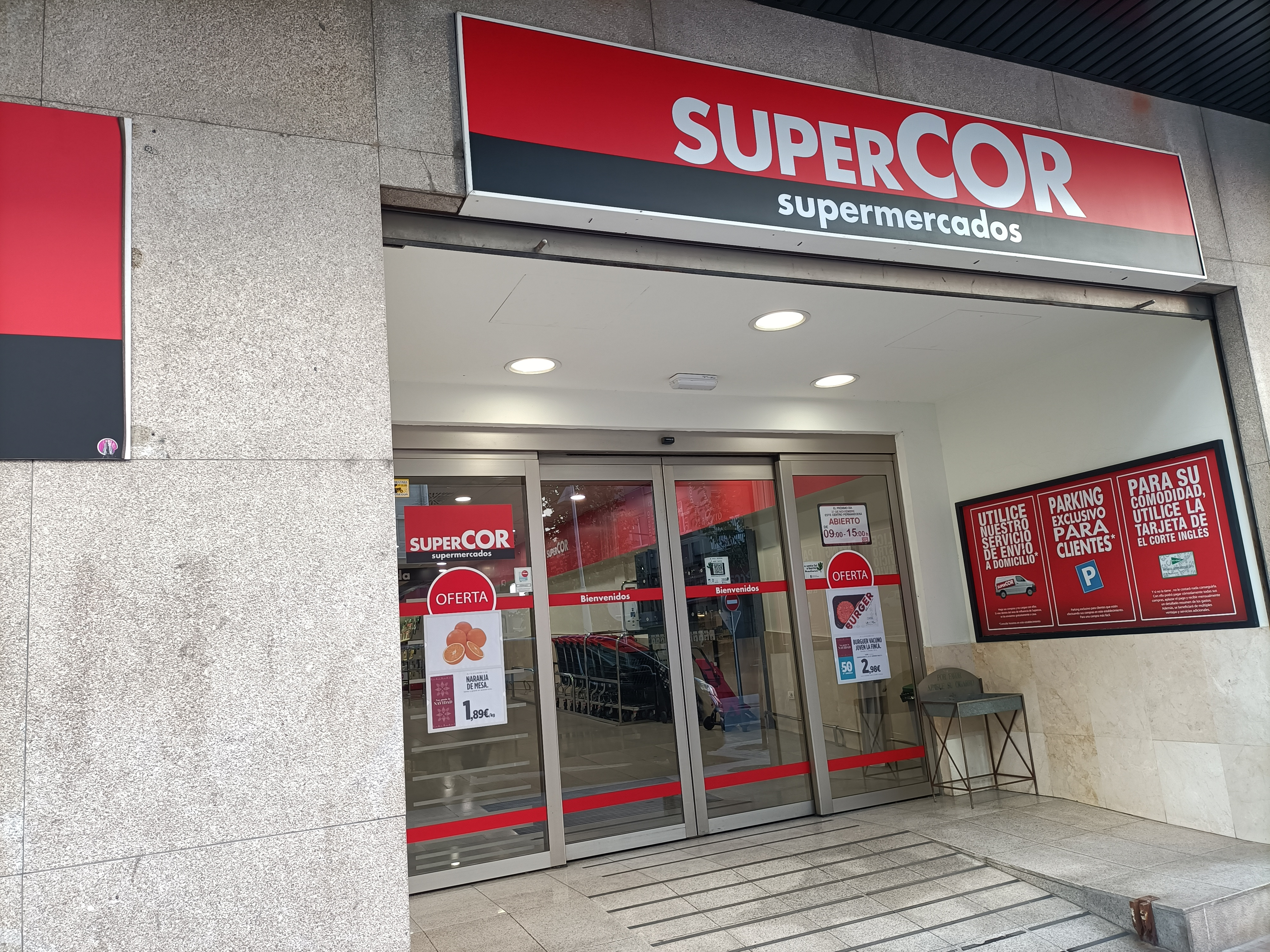
Supercor en Pontevedra capital.

Las Palmas de Gran Canaria
  Candelaria
  La Laguna
  Santa Cruz de Tenerife
  Cáceres
  Fuengirola
  Benalmádena
  Málaga
  San Javier
  Toledo
  Alicante (2)
  Valencia
  Sagunto
   Palma de Mallorca
  Zaragoza (2)
  Logroño
  Avilés
  Gijón (3)
  Luanco
  Oviedo
  Ferrol
  Milladoiro
  Oleiros
  Pontevedra
  Sangenjo
  León (2)
  Valladolid
  Guadarrama
  Collado Villalba
  La Navata
  Las Matas
  Majadahonda (3)
  Boadilla del Monte
  Pinto
  Pozuelo de Alarcón
 Madrid (9)
 España (55)

### Portugal
En Portugal, hay 9 tiendas Supercor:
- Lisboa (4)
- Oporto (2)
- Coímbra
- Aveiro
- Sintra

## Supermercado El Corte Inglés (pie de calle)
Nuevo Modelo de El Corte Inglés puesto en marcha en el antiguo Supercor de Sotogrande, los cuales serán locales de más 2.000m² los cuales tendrán secciones como alimentación, higiene, bazar, ocio, prensa e incluso en algunos casos juguetes, electrónica o menaje.
Localización Geográfica

  San Roque
  Barcelona
  Madrid

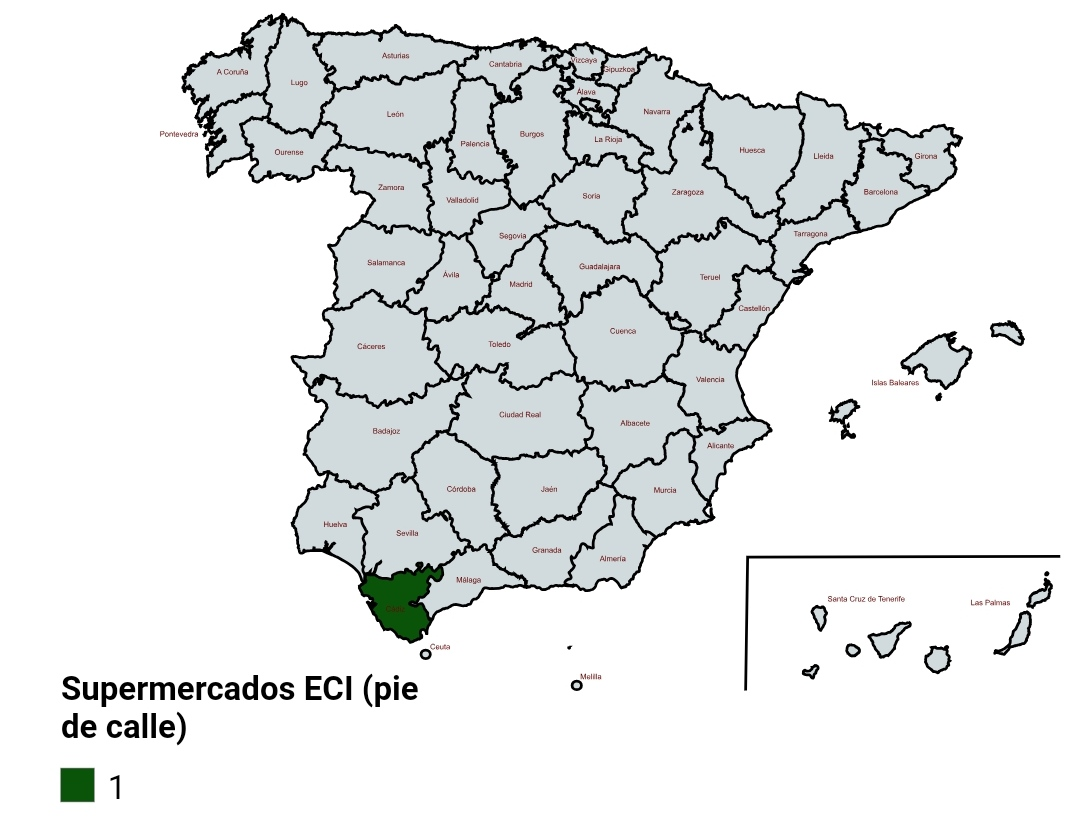
Supermercados ECI pie de calle

  San Lorenzo de El Escorial
  Burgos
 España (5)

## SuperCor Express
Formato de tienda convencional con apertura entre las 08:00 de la mañana y las 02:00 de la madrugada.
Localización Geográfica
  Santa Cruz de Tenerife (2)
  Puerto de la Cruz
  Arona
  Tomares
  Córdoba
  Estepona
  Benahavis
  Marbella (8)
  Mijas
  Benalmádena
  Roquetas de Mar
  Alicante
  Benidorm
  Teulada